# TITUS
TITUS (нем. Thesaurus Indogermanischer Text- und Sprachmaterialien) е проект на Университета Йохан Волфганг Гьоте във Франкфурт на Майн, стремящ се да събира информация за индоевропейските езици.

## Ресурси
Проектът предоставя за некомерсиални цели компютърен шрифт, поддържащ Unicode 4.0 (TITUS Cyberbit Basic) и клавиатурна подредба за MS Office с цел облекгчаване работата на лингвисти и филолози. Шрифтът позволява четене на текст с кирилица, руни, йероглифи и др.